# Jean-Pierre Makouta-Mboukou
Jean-Pierre Makouta-Mboukou est un homme politique, enseignant-chercheur et écrivain congolais, romancier et dramaturge, né le 17 juillet 1929 à Kindamba dans le département du Pool (République du Congo) et mort le 8 octobre 2012 à l'hôpital de Pontoise (Val-d'Oise). 

## Biographie
Jean-Pierre est un homme politique, enseignant-chercheur et écrivain congolais, romancier et dramaturge, de la République du Congo. Son œuvre abondante et éclectique lui vaut d'être présenté par ses biographes comme le « Victor Hugo congolais »  ou le « baobab de la littérature congolaise ».

Huit enfants sont nés de son mariage avec la linguiste Julienne Badiengisa Nkounkou, dont la théologienne et chercheur en histoire et civilisation Kôngo KimoYa Akouala Makouta-Mboukou. Il est également le grand-père du footballeur international Gaïus Makouta.

### Enseignant-chercheur
Titulaire de plusieurs doctorats, il enseigne les linguistiques et littératures françaises et africaines dans plusieurs universités : à la Sorbonne Nouvelle (Paris 3) pendant 22 ans, mais également à Ouagadougou, Abidjan, Dakar et Brazzaville.

### Homme politique
Acteur engagé, il fut notamment député et ministre plénipotentiaire (1963-1968), sénateur (1992-1997) et deuxième vice-président du Sénat. Il se retire de la vie politique après la guerre civile de 1997.
Après le coup d'État de 1968, il est déchu de la nationalité congolaise et naturalisé français, mais, réhabilité, il recouvra la nationalité congolaise en 1991 et rejoignit le Mouvement congolais pour la démocratie et le développement intégral (MCDDI).

## Œuvres
Jean-Pierre Makouta-Mboukou est l'auteur de quelque 25 ouvrages appartenant à des genres très différents et d'une cinquantaine d'articles publiés dans diverses revues étrangères.
- La Lèpre du roi : tragédie en deux actes, 1968 (concours théâtral interafricain 1968)
- Un Ministre nègre à Paris : comédie en trois actes, 1968 (concours théâtral interafricain 1968)
- Les Initiés, CLE, 1970
- Introduction à la littérature noire, CLE, 1970 (textes de cours et conférences donnés à Brazzaville entre 1963 et 1966)
- En quête de la liberté, ou, Une vie d'espoir : roman, CLE, 1970
- L'âme bleue : poèmes, CLE, 1971
- Le français en Afrique noire : histoire et méthodes de l'enseignement du français en Afrique noire, Bordas, 1973
- Réinterprétation morpho-phonique des emprunts français en langue téké de Manianga, Université Paris 3, 1973 (thèse de 3e cycle)
- Cantate de l'ouvrier : poème, P.-J. Oswald, 1974
- Les exilés de la forêt vierge, ou, Le grand complot : roman, P.-J. Oswald, 1974
- Jacques Roumain : essai sur la signification spirituelle et religieuse de son œuvre, Université Paris 4, 1975 (thèse)
- Étude descriptive du fúmú, dialecte téké de Ngamaba, Brazzaville, Université Paris 3, 1977 (thèse d'État)
- Introduction à l'étude du roman négro-africain de langue française : problèmes culturels et littéraires, Nouvelles éditions africaines, Abidjan, 1980
- ... Et l'homme triompha !, Fondation du Prix mondial de la Paix, Paris, 1983
- Spiritualités et cultures dans la prose romanesque et la poésie négro-africaine (de l'oralité à l'écriture) , Nouvelles éditions africaines, Abidjan, 1983
- Les dents du destin, Nouvelles éditions africaines, Abidjan, Dakar, Lomé, 1984
- Les grands traits de la poésie négro-africaine : histoire poétiques significations, Nouvelles éditions africaines, Abidjan, Dakar, Lomé, 1985
- Lettre à la nation africaine pour que s'impose l'humanisme nègre, Fondation du Prix mondial de la Paix, Paris, 1986
- L'homme aux pataugas : roman, L'Harmattan, 1992
- Les littératures de l'exil : des textes sacrés aux œuvres profanes : étude comparative, L'Harmattan, 1993
- Enfers et paradis des littératures antiques aux littératures nègres : illustration comparée de deux mondes surnaturels, H. Champion, 1996
- La destruction de Brazzaville ou La démocratie guillotinée, L'Harmattan, 1996
- Systèmes, théories et méthodes comparés en critique littéraire, vol. I, Des poétiques antiques à la critique moderne ; vol. II, Des nouvelles critiques à l'éclectisme négro-africain, L'Harmattan, 2003
- Le contestant ou un pasteur chez les Carmélites, L'Harmattan, 2006

## Distinctions
Jean-Pierre Makouta-Mboukou est membre de l'Académie des sciences d'outre-mer et du Conseil international de la langue française.
En 1985, il reçoit le Grand prix littéraire d'Afrique noire pour Introduction à l'étude du roman négro-africain de langue française et les grands traits de la poésie négro-africaine, et en 1994, le prix littéraire Aimé Césaire.